# Velimir Kljaić
Velimir Kljaić, född 10 februari 1946 i Šibenik, SFR Jugoslavien, död 12 augusti 2010 i Zagreb, Kroatien, var en kroatisk handbollstränare.
Han var bland annat förbundskapten för Kroatiens herrlandslag 1996 och 1998–1999. Han ledde laget då de vann OS-guld 1996 i Atlanta. Han var också tränare i tyska Bundesliga under många år.
Han var far till handbollsspelaren/tränaren Nenad Kljaić.

## Meriter
- OS-guld 1996 med Kroatiens herrlandslag
- Tysk mästare 1992 med SG Wallau/Massenheim
- Tysk cupmästare 1992 med SG Wallau/Massenheim
- Kroatisk mästare 1999 med RK Zagreb
- Kroatisk cupmästare 1999 med RK Zagreb
- EHF-cupmästare 1992 med SG Wallau/Massenheim